# 柔茎蓼
柔茎蓼（学名：Polygonum tenellum var. micranthum）为蓼科蓼属下的一个变种。

## 扩展阅读
- 維基物種上的相關：柔茎蓼